# Lieuwe Dirk Boonstra
Lieuwe Dirk Boonstra (Volksrust, 1905 - Kaapstad, 1975) was een Zuid-Afrikaans paleontoloog en gespecialiseerd in Therapsida. 
Boonstra was van 1927 tot 1972 werkzaam voor het Iziko South African Museum in Kaapstad. Tussen 1934 en 1964 beschreef hij diverse gewervelde diersoorten, met name uit de Therapsida, op basis van fossielen uit de Tapinocephalus Assemblage Zone van de Beaufortgroep in de Karoo. Deze vondsten dateren uit het Perm en Trias. Onder meer dieren uit de Pareiasauridae, Dinocephalia, Gorgonopsia, Therocephalia en Cynodontia werden door Boonstra beschreven. Zijn publicaties verschenen met name in Annals of the South African Museum, American Museum Novitates en Bulletin of the American Museum of Natural History. Een deel van de publicaties schreef hij samen met Robert Broom, de andere belangrijke Zuid-Afrikaanse paleontoloog van die tijd. Begin jaren vijftig beschreef Boonstra ook fossiele vondsten van reptielen uit Tanganyika.
Om het algemene publiek kennis te laten maken met de uitgestorven fauna van Zuid-Afrika, werden in het Iziko South African Museum de "Boonstra Dioramas" gemaakt: verschillende diorama's met modellen van diersoorten die door Boonstra waren beschreven.